# دیوید دی کایسر
دیوید دی کایسر (انگلیسی: David de Keyser؛ ‏ ۲۲ اوت ۱۹۲۷ – ۲۰ فوریهٔ ۲۰۲۱) بازیگر و صداپیشه اهل بریتانیا بود.
از فیلم‌ها یا برنامه‌های تلویزیونی که وی در آن نقش داشته‌است، می‌توان به والنتینو، نزدیک‌تر به ماه، الماس‌ها همیشگی‌اند، پادشاه داوود، لمسی از عزت، هولوکاست ۲۰۰۰، محمد رسول‌الله، زن انگلیسی رمانتیک، ببر کاغذی، برانیگان، قتل در قطار سریع‌السیر شرق، سوارکاران، دو میهن‌پرست، در خدمت سرویس مخفی ملکه، قلعه فو مانچو،تبار فو مانچو،جدایی، انتقام پلنگ صورتی، سوپرمن، فلش گوردون، اکس‌کالیبور، ینتل، فصل سفید خشک، خوب، دکتر هو، پوآرو، محاکمه خدا و نور خورشید اشاره کرد.